# Javier Valle-Inclán Alsina
Javier Valle-Inclán Alsina, també conegut com a Xabier del Valle-Inclán (Pontevedra, 7 de maig de 1959) és un bibliotecari i escriptor gallec.
Net de Ramón María del Valle-Inclán, es va formar com a bibliotecari, treballant a Saragossa, Santander i a Madrid, a la Biblioteca Nacional d'Espanya, i des del 1992 a la Biblioteca General de la Universitat de Santiago de Compostel·la. Entre les seves publicacions, es troben a més de diversos articles, alguns llibres que relaten diverses etapes de la biografia del seu avi, recollint informació a partir de diverses fonts, i també de la seva pròpia documentació personal. Un dels seus darrers treballs, publicat per l'editorial Laiovento, ha estat «Ramón del Valle-Inclán entre Galiza e Madrid (1912-1925)», una completa investigació sobre la vida i l'obra del dramaturg, narrador i poeta en uns anys essencials en la seva evolució personal, literària i ideològica. Anteriorment, havia publicat, conjuntament amb Carlos G. Reigosa i José Monleón, «La muerte de Valle-Inclán».

## Publicacions
- Ramón del Valle-Inclán entre Galiza e Madrid (1912-1925) (2016)[5]
- Roberto Nóvoa Santos: las primeras páginas, amb Fernando J. Ponte Hernando i Thomas F. Glick com a prologuista (2011)[6]
- La muerte de Valle-Inclán: El último esperpento, amb Carlos G. Reigosa i José B. Monleón (2008)[6]
- Biografía de La Revista Blanca, 1898-1905 (2008)[6]
- Entrevistas, conferencias y cartas, amb escrits de Ramón María del Valle-Inclán, conjuntament amb Xaquín del Valle-Inclán Alsina (1994)[6]